# Філідор рудогузий
Філідо́р рудогузий (Philydor erythrocercum) — вид горобцеподібних птахів родини горнерових (Furnariidae). Мешкає в Південній Америці.

## Опис
Довжина птаха становить 14-15 см, вага 18-31 г. Голова темно-коричнева, скроні поцятковані охристими смужками. Тім'я, спина і крила темно-оливково-коричневі, хвіст світло-каштановий, на кінці округлий. Горло і щокі блідо-охристі, груди і живіт темно-коричневі з оливково-зеленим відтінком, боки сірі, гузка руда. Над очима вузькі світлі "брови", навколо очей світло-коричневі кільця. Очі карі або темно-карі, дзьоб чорнуватий або коричневий, знизу світло-роговий, лапи сіро-зелені або жовтувато-оливковий. Виду не притаманний статевий диморфізм. У молодих птахів тім'я рудувато-буре, нижня частина тіла менш охриста, смуги на голові менш помітні. 

## Підвиди
Виділяють п'ять підвидів:
- P. e. subfulvum Sclater, PL, 1862 — південно-східна Колумбія (на південний захід від Мети), схід Еквадору і північ Перу (на північ від Амазонки, на захід від Укаялі);
- P. e. ochrogaster Hellmayr, 1917 — Анди в Перу (на південь від Уануко) і Болівії (на південь до Кочабамби);
- P. e. lyra Cherrie, 1916 — схід Перу (на південь від Амазонки, на схід від Укаялі), Бразильська Амазонія (на південь від Амазонки, на північ до Мараньяну. на південь до Мату-Гросу). північна Болівія (Пандо, північ Бені);
- P. e. suboles Todd, 1948 — південно-східна Колумбія (Амасонас) і північно-східна Бразилія (на північ від Амазонки, на схід від Ріу-Негру);
- P. e. erythrocercum (Pelzeln, 1859) — Гвіана і північно-східна Бразильська Амазонія (на північ від Амазонки, на схід від Ріу-Негру).

## Поширення і екологія
Рудогузі філідори мешкають в Колумбії, Еквадорі, Перу, Болівії, Бразилії, Гаяні, Суринамі і Французькій Гвіані. Вони живуть в нижньому і середньому ярусах вологих рівнинних, заболочених і гірських тропічних лісів, серед ліан. Зустрічаються поодинці або парами, на висоті до 1650 м над рівнем моря. Часто приєднуються до змішаних зграй птахів разом з рудохвостими філідорами. Живляться безхребетними, яких шукають серед опалого листя. В кладці 2 яйця.